# Masseterreflex
De masseterreflex is de reflex die soms optreedt bij het slaan met een reflexhamer indirect op de onderkaak, bij een licht geopende mond.
Bij gezonde individuen gebeurt er niets, maar bij individuen met pseudobulbaire verschijnselen (multiple sclerose, myasthenia gravis, ziekte van Parkinson, progressieve supranucleaire parese enz.) of personen met hyperreflexie schiet de kaak snel dicht door het reflexmatig aanspannen van de kauwspier (musculus masseter).